# Rizal (Laguna)
Rizal é um município de  quinta classe de renda municipal (d) na província Laguna, nas Filipinas. De acordo com o censo de 1 de maio  de  2020 possui uma população de 18 332 pessoas e 4 638 domicílios.